# 泰爾斯克里克 (喬治亞州)
泰爾斯克里克（英語：Tails Creek）是位於美國喬治亞州吉爾默縣的一個非建制地區。該地的面積和人口皆未知。

## 地理
泰爾斯克里克的座標為34°41′23″N 84°36′56″W / 34.68972°N 84.61556°W，而該地的平均海拔高度為461米（即1512英尺）。